# Comme un torrent
Pour plus de détails, voir Fiche technique et Distribution.
Comme un torrent (titre original : Some Came Running) est un film américain réalisé par Vincente Minnelli et sorti en 1958.

## Synopsis
Au cours de l'été 1948, Dave Hirsh est démobilisé de l'armée. Auteur désabusé de deux romans et noceur invétéré, il déboule un beau matin en autocar à Parkman, sa ville natale de l'Indiana. Il est suivi par Ginnie Moorehead, une fille en fanfreluches dont il se souvient à peine, relique de sa soirée bien imbibée de la veille. Dave retrouve son frère aîné Frank, son contraire, riche notable, très conventionnel et d'apparence rangée avec femme et fille adolescente. Tandis que Dave se lie d’amitié avec un homme de son milieu, Bama Dillert, joueur professionnel et alcoolique, son frère lui présente Gwen French, une professeur de littérature aussi séduisante que stricte. Admiratrice des écrits de Dave, elle éveille en lui des désirs qu'elle repousse. Dave par dépit fréquente les bars avec Bama et Ginnie, qui l'aime éperdument et lui est dévouée corps et âme. Il va également découvrir qu'elle a été pistée par Raymond, son soupirant fou de jalousie et de rage…

## Fiche technique
- Titre original : Some Came Running
- Titre français : Comme un torrent
- Réalisation : Vincente Minnelli
- Assistants réalisation : William McGarry, Tom McCrory, Kurt Neumann
- Scénario : John Patrick et Arthur Sheekman d'après le roman Some Came Running de James Jones (1957)
- Direction artistique : William A. Horning, Urie McCleary
- Décors : Henry Grace, Robert Priestley
- Costumes : Walter Plunkett
- Maquillages : William Tuttle
- Photographie : William H. Daniels
- Conseiller pour la couleur : Charles K. Hagedon
- Son : Franklin Milton
- Effets spéciaux : Doug Hubbard
- Montage : Adrienne Fazan
- Musique : Elmer Bernstein
- Producteur : Sol C. Siegel
- Directeur de production : Dave Friedman
- Sociétés de production : MGM (États-Unis), Sol C. Siegel Productions (États-Unis)
- Sociétés de distribution : MGM (États-Unis), Loew's Inc. (États-Unis), Théâtre du Temple (France, étranger)
- Pays d'origine :  États-Unis
- Langue originale : anglais
- Format : couleur par Metrocolor — 35 mm — 2.35:1 CinemaScope — son : version monophonique et version 4 pistes stéréo (Westrex Recording System)
- Genre : drame
- Durée : 137 minutes
- Dates de sortie :
  - États-Unis : 18 décembre 1958
  - France : 1er avril 1959
- (fr) Classifications CNC : tous publics, Art et Essai (visa no 21929 délivré le 2 avril 1959)

## Distribution

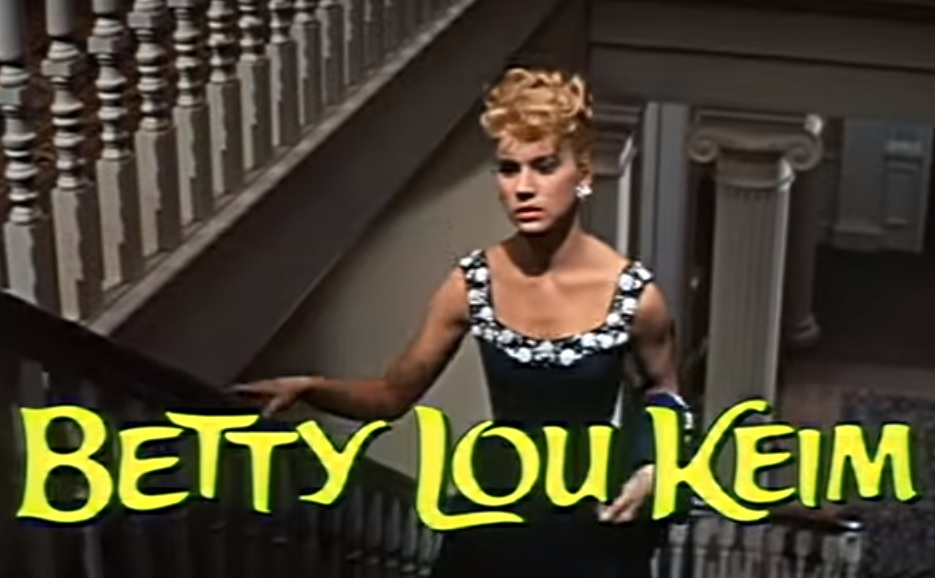
Betty Lou Keim.

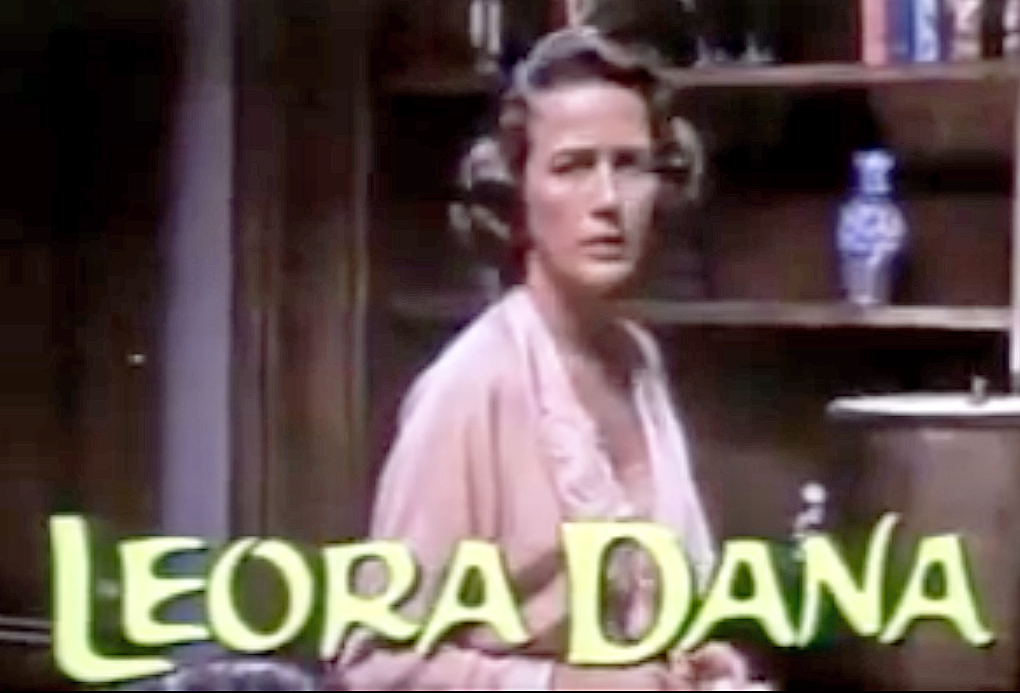
Leora Dana.

- Frank Sinatra (VF : Bernard Noël) : Dave Hirsh
- Dean Martin (VF : André Valmy) : Bama Dillert
- Shirley MacLaine (VF : Nicole Riche) : Ginnie Moorehead
- Martha Hyer (VF :  Martine Sarcey) : Gwen French
- Arthur Kennedy (VF : Pierre Gay) : Frank Hirsh
- Nancy Gates : Edith Barclay, la secrétaire de Frank
- Leora Dana : Agnes Hirsh
- Betty Lou Keim : Dawn Hirsh
- Larry Gates : le professeur Robert Haven French
- Steven Peck (VF : Roger Rudel) : Raymond Lanchak, le soupirant de Ginnie
- Connie Gilchrist (VF : Marie Francey) : Jane Barclay, la mère d’Edith
- Ned Wever : Smitty, le patron du « Smitty's Bar »
- Don Haggerty (non crédité) : Ted Harperspoon

## Production

### Casting
- Le cadeau de Frank à Shirley : Shirley MacLaine se souvient encore avec émotion[1] que Frank Sinatra, en élégant professionnel, demanda à Vincente Minnelli que « Ginnie soit abattue à sa place » à la fin du film (en avançant que Shirley pourrait ainsi gagner un Oscar). Sans que cela lui rapporte l'Oscar, « Ginnie » devint l'un des rôles marquants du film et propulsa Shirley au rang des grandes stars d'Hollywood en 1959. Elle obtenait, en 1960, le rôle féminin principal dans un film capital, La Garçonnière de Billy Wilder.
- Jean-Luc Godard s'est inspiré du personnage de Bama-Dean Martin, qui va jusqu'à dormir avec son chapeau de cow-boy, pour la scène du Mépris (1963) où Michel Piccoli garde le sien pour prendre son bain…

### Tournage
- Période de prises de vue : début août à début octobre 1958.
- Extérieurs : Hanover, comté de Jefferson, Madison, Terre Haute (Indiana) et Milton, comté de Trimble (Kentucky).

En décembre 1958, la première du film Comme un torrent se tient au Hollywood Paramount Theatre, après un tournage à Madison dans l'Indiana.

### Chanson
To Love and Be Loved, paroles de Sammy Cahn et musique de Jimmy Van Heusen, interprétée par Shirley MacLaine.

## Distinctions

### Nominations
- Golden Globe 1959 : Shirley MacLaine nommée pour le Golden Globe Award : Meilleure actrice dans un film dramatique.
- Oscars 1959 :
  - Arthur Kennedy nommé pour l'Oscar du meilleur acteur dans un second rôle,
  - Shirley MacLaine nommée pour l'Oscar de la meilleure actrice,
  - Martha Hyer nommée pour l'Oscar de la meilleure actrice dans un second rôle,
  - Walter Plunkett nommé pour l'Oscar de la meilleure création de costumes,
  - Sammy Cahn (parolier) et Jimmy Van Heusen (compositeur), nommés pour l'Oscar de la meilleure chanson originale pour To Love and Be Loved.

## Thèmes et contexte
Dave-Frank Sinatra a l'air de sortir, Oscar 1954 en poche, du film Tant qu'il y aura des hommes tourné 5 ans auparavant, adaptation, comme celui-ci, d'un roman du même James Jones. Joyeux noceur, mais intellectuel, on comprend que Dave soit attiré par une femme cultivée qui reconnaît son talent d'écrivain et lui fait entrevoir un possible et stable futur. En même temps, son non-conformisme, source de sa puissante créativité, lui colle aux basques avec son entourage de copains festoyeurs et de filles légères. Les zozos marginaux vont finalement l'emporter avec, en tête, Ginnie-Shirley, sorte de Gelsomina (La Strada) transie d'amour tripotant sans cesse sa peluche-sac à main et Bama-Dean, misogyne, cynique, rigolard, mais ami attentionné, bien plus attirants que les perspectives d'un avenir rangé des voitures, quand bien même aurait-il le charmant visage et la prestance de Gwen-Martha Hyer. Le découpage du film est exemplaire et on est ébloui par une profusion de couleurs chatoyantes dues à William H. Daniels et Charles K. Hagedon.

## À noter
- C'est grâce à ce film que Shirley MacLaine fut l'une des rares filles à être admise comme mascotte dans le clan très masculin du Rat Pack (Club des rats) constitué de Frank Sinatra, Dean Martin, Sammy Davis Jr., Peter Lawford et Joey Bishop.